# Cybister semiaciculatus
Cybister semiaciculatus är en skalbaggsart som beskrevs av Ludwig Wilhelm Schaufuss 1887. Cybister semiaciculatus ingår i släktet Cybister och familjen dykare. Inga underarter finns listade i Catalogue of Life.